# Perché si uccide un magistrato
Perché si uccide un magistrato (en España: ¿Por qué se asesina a un magistrado?) es una película italiana de 1974, del género drama, dirigida por Damiano Damiani y protagonizada por Franco Nero.
Es la última película de la trilogía de Damiani dedicada a la mafia, junto a Il giorno della civetta y Confessione di un commissario di polizia al procuratore della repubblica.

## Sinopsis
Con la información que le proporciona un comisario de policía, un periódico de sucesos y un constructor mafioso, el joven director de cine Giacomo Solaris rueda la película "Inchiesta sul Palazzo di Giustizia". Su estreno en Palermo suscita un gran revuelo, pues el filme refleja fielmente la personalidad y la corrupción de un alto magistrado, que poco después muere asesinado.

## Reparto
- Franco Nero - Giacomo Solaris
- Françoise Fabian - Antonia Traini
- Pierluigi Aprà - Giudice De Fornari
- Giancarlo Badessi - Onorevole Derrasi
- Ennio Balbo - El juez instructor